# 甘草比萨
是一部2021年美国成長喜劇劇情片，由保罗·托马斯·安德森编剧和导演，艾拉娜·海姆、庫柏·霍夫曼、西恩·潘、汤姆·威茨、布萊德利·庫柏和班尼·沙夫戴主演。本片讲述了1970年代在圣费尔南多谷坠入爱河的少年演员和年轻女子的故事。
電影2021年11月26日在美國上映，并于2022年2月11日在更大范围内发行。该片获得了评论界的好评，并在第94届奥斯卡金像奖中获得三项提名：最佳影片，最佳导演和最佳原创剧本。

## 劇情大綱
在1973年加州洛杉磯聖費爾南多谷，15歲的演員蓋瑞在學校的攝影日遇見25歲的攝影助理艾拉娜，艾拉娜拒絕蓋瑞的求愛，不過兩人還是成為朋友。蓋瑞的母親安妮塔無法陪他參加在紐約市的巡迴演出，於是他邀艾拉娜以自己的監護人身分出席。當艾拉娜和另一位演員蘭斯有交流時，蓋瑞顯得忌妒。在安息日的晚餐聚會上，蘭斯向艾拉娜的猶太家人表示自己是無神論者，導致兩人分手。
蓋瑞偶然發現一間水床店，就此開始銷售水床，並在貿易博覽會上與艾拉娜重逢。蓋瑞被誤認為殺人犯，艾拉娜追著他到警局，之後蓋瑞很快就被釋放。艾拉娜也投入水床業務，靠著在電話裡賣弄風騷攬客。蓋瑞把艾拉娜介紹給自己的經紀人，卻對她願意在電影中袒胸露乳感到不滿，艾拉娜衝動地讓蓋瑞看了自己的胸部，並在蓋瑞要求摸胸時搧了他一耳光。艾拉娜對蓋瑞和同學蘇調情深感忌妒，氣得在街上隨機吻了一個男子，並直奔回家。
蓋瑞的經紀人幫艾拉娜爭取資深演員傑克主演電影的試鏡機會，當傑克和她在餐廳商談此事時，蓋瑞也和朋友在那裏用餐，酒醉的艾拉娜展現的樣態讓蓋瑞不是滋味。傑克的朋友雷克斯導演說服傑克和艾拉娜重現電影中的摩托車特技，但艾拉娜在特技途中摔下，蓋瑞匆忙跑到她身旁，兩人重修舊好。他們走進水床店，蓋瑞忍耐著不去觸碰艾拉娜的胸部。
第一次石油危機席捲美國，水床製造商因而倒閉，蓋瑞、艾拉娜和朋友們在做最後一次生意時和客戶結怨，雖然蓋瑞報復對方後感到很痛快，卻導致艾拉娜必須在夜間山路危險地倒車駕駛，雖然蓋瑞大力稱讚艾拉娜，她卻開始懷疑自己最近的決定。之後艾拉娜受到競選海報啟發，聯絡同學布萊恩後，布萊恩介紹她擔任喬爾·瓦克斯市議員團隊的志工，助他參選洛杉磯市長。蓋瑞也暫時加入團隊，期間聽說彈珠台即將合法化，決定開一家街機廳。艾拉娜因此和他發生爭執，兩人因年齡和觀念等多方面的差異而猛烈批評對方，艾拉娜試圖講和，但蓋瑞駕車離去。
蓋瑞的街機廳開幕，而他也忙得焦頭爛額，同日晚上，亞拉娜注意到瓦克斯和他的老友馬修其實是對同性戀人，而瓦克斯並未出櫃。瓦克斯請亞拉娜冒充馬修的女友，藉此讓自己競選過程更順利，而這讓馬修非常受傷。亞拉娜送馬修回家時，都感嘆自己遭遇了爛男人。亞拉娜和蓋瑞互相找著對方，兩人撞在一起後走進了街機廳，蓋瑞宣布要娶亞拉娜為妻。兩人擁吻，亞拉娜對蓋瑞說了句「我愛你」。

## 演員
- 艾拉娜·海姆飾演艾拉娜·肯恩（Alana Kane）
- 庫柏·霍夫曼飾演蓋瑞·瓦倫丁（Gary Valentine）
- 西恩·潘飾演傑克·霍爾頓（Jack Holden）
- 汤姆·威茨飾演雷克斯·布勞（Rex Blau）
- 布萊德利·庫柏飾演強·彼得斯（英语：Jon Peters）
- 班尼·沙夫戴飾演喬爾·瓦克斯（英语：Joel Wachs）
- 愛瑪·杜蒙（英语：Emma Dumont）飾演布蘭達（Brenda）
- 玛雅·鲁道夫飾演蓋兒（Gale）
- 斯凱勒·吉桑多（英语：Skyler Gisondo）飾演蘭斯（Lance）
- 瑪麗·伊莉莎白·艾利斯（英语：Mary Elizabeth Ellis）飾演安妮塔媽媽（Momma Anita）
- 約瑟夫·克羅斯飾演馬修（Matthew）
- 內特·曼恩（英语：Nate Mann）飾演布萊恩（Brian）
- 約翰·C·萊利飾演佛萊德·格溫（英语：Fred Gwynne）
- 克里斯蒂娜·埃伯索尔飾演露西·杜立特（Lucy Doolittle）
- 喬治·狄卡皮歐（英语：George DiCaprio）飾演傑克先生（Mr. Jack）
- 雷·蔡斯（英语：Ray Chase (voice actor)）飾演B·米切爾·里德（英语：B. Mitchel Reed）
- 约翰·迈克尔·辛吉斯飾演傑瑞·弗里克（Jerry Frick）
- 哈里特·桑塞姆·哈里斯（英语：Harriet Sansom Harris）飾演瑪麗·格雷迪（Mary Grady）
- 丹·查里頓（英语：Dan and Stacy Chariton）飾演山姆·海龐（Sam Harpoon）

## 製作
2019年11月12日的一则报道称，安德森将执导在古拉迪电影公司编写和制作的电影。2019年12月18日，焦点影业参与制作和发行这部电影。2020年7月17日，米高梅公司从福克斯中获得了该片的发行权。
2019年，莱昂纳多·迪卡普里奥拒绝了出演该片角色的邀请。2020年8月，布莱德利·库珀、艾拉娜·海姆和本尼·萨夫迪加入了本片的演员阵容。2020年9月，据报道，菲利普·西摩·霍夫曼的儿子庫柏·霍夫曼将饰演男主角，与海姆搭档。
2019年12月18日，有消息称主体拍摄将于2020年春季或夏季开始。2020年7月17日，据报道，由于新型冠状病毒大流行，米高梅改了新的日期。2020年11月19日，据报道，主要摄影已经结束，后期制作已经开始。2021年9月9日，据透露，这部电影将被命名为《甘草披萨》。

## 音乐
电台司令的强尼·格林伍德谱写这部电影的配乐。

## 上映时间
这部电影定于2021年11月26日美国境内限量上映，随后于12月25日美国全境上映。

## 外部連結
- 互联网电影数据库（IMDb）上《甘草比萨》的资料（英文）